# HBL All-Star Game 2020
Das HBL All-Star Game 2020 war als 21. Auflage dieser Veranstaltung für den 16. Mai 2020 in der ZAG-Arena in Hannover vorgesehen. Aufgrund der COVID-19-Pandemie wurde sie am 21. April 2020 als zusätzliche Maßnahme eines Mitgliederentscheids der HBL, der den Abbruch der beiden höchsten deutschen Spielklassen der Saison 2019/20 zur Folge hatte, abgesagt.
Eine HBL-Auswahl sollte gegen die deutsche Nationalmannschaft antreten.

## Wahl der HBL-Weltauswahl
Die Zusammensetzung der HBL-Auswahl (21 Spieler und zwei Trainer) stand zum Zeitpunkt der Absage bereits fest, da diese bis einschließlich des 10. März 2020 gewählt wurde.
Zunächst nominierten die 18 Mannschaftskapitäne der Liga 42 Spieler (jeweils sechs pro Spielposition) und sechs Trainer, die zur Wahl standen. Der Lette Dainis Krištopāns wurde erst nach Abschluss der Kapitänswahl – aber noch vor Beginn der Abstimmungsphase – durch seinen Wechsel von Vardar Skopje zu den Füchsen Berlin Spieler der Handball-Bundesliga. Er erhielt daraufhin einen zusätzlichen Platz („Wildcard“). Dadurch erhöhte sich die Anzahl der Nominierten auf sieben Spieler in der Kategorie Rückraum rechts.
Der nominierte Trainer Velimir Petković wurde kurz nach Beginn der Abstimmungsphase bei den Füchsen Berlin entlassen.
Die öffentliche Abstimmungsphase lief vom 25. Februar bis zum 10. März 2020 und war ausschließlich online möglich. Neben einem Trainer wurden so je Position zwei Spieler ermittelt. Danach wurden die Stimmen der 18 Trainer ausgewertet. Der Bestplatzierte – nicht bereits durch die Öffentlichkeit in die Mannschaft gewählte – jeder Position, erhielt einen weiteren Platz. Somit wurden letztendlich 21 von 43 nominierten Spielern in das All-Star Team gewählt. Zudem gab es zwei Trainer.

### Ergebnisse der Öffentlichkeits-Wahl
| Linksaußen                                                                                                  | Linksaußen                                   | Linksaußen | Linksaußen | Linksaußen |
| --- | -------------------------------------------- | ---------- | ---------- | ---------- |
| Platzierung • Nationalität • Name • Verein                                                                  |                                              |            |            | Ergebnis   |
| 1 • • Magnus Landin Jacobsen • THW Kiel                                                                     | 1 • • Magnus Landin Jacobsen • THW Kiel      |            | 31,37 %    | 31,37 %    |
| 2 • • Bjarki Már Elísson • TBV Lemgo Lippe                                                                  | 2 • • Bjarki Már Elísson • TBV Lemgo Lippe   |            | 20,76 %    | 20,76 %    |
| 3 • • Matthias Musche • SC Magdeburg                                                                        | 3 • • Matthias Musche • SC Magdeburg         |            | 20,11 %    | 20,11 %    |
| 4 • • Magnus Jøndal • SG Flensburg-Handewitt                                                                | 4 • • Magnus Jøndal • SG Flensburg-Handewitt |            | 17,35 %    | 17,35 %    |
| 5 • • Jeffrey Boomhouwer • Bergischer HC                                                                    | 5 • • Jeffrey Boomhouwer • Bergischer HC     |            | 5,77 %     | 5,77 %     |
| 6 • • Maximilian Holst • HSG Wetzlar                                                                        | 6 • • Maximilian Holst • HSG Wetzlar         |            | 4,65 %     | 4,65 %     |
| Anteil aller Stimmen durch Öffentlichkeitswahl im Team • durch Trainerwahl im Team • nicht ins Team gewählt |                                              |            |            |            |

| Rückraum links                                                                                              | Rückraum links                                   | Rückraum links | Rückraum links | Rückraum links |
| --- | ------------------------------------------------ | -------------- | -------------- | -------------- |
| Platzierung • Nationalität • Name • Verein                                                                  |                                                  |                |                | Ergebnis       |
| 1 • • Nikola Bilyk • THW Kiel                                                                               | 1 • • Nikola Bilyk • THW Kiel                    |                | 33,33 %        | 33,33 %        |
| 2 • • Michael Damgaard • SC Magdeburg                                                                       | 2 • • Michael Damgaard • SC Magdeburg            |                | 26,15 %        | 26,15 %        |
| 3 • • Gøran Johannessen • SG Flensburg-Handewitt                                                            | 3 • • Gøran Johannessen • SG Flensburg-Handewitt |                | 18,00 %        | 18,00 %        |
| 4 • • Romain Lagarde • Rhein-Neckar Löwen                                                                   | 4 • • Romain Lagarde • Rhein-Neckar Löwen        |                | 10,99 %        | 10,99 %        |
| 5 • • Jonathan Carlsbogård • TBV Lemgo Lippe                                                                | 5 • • Jonathan Carlsbogård • TBV Lemgo Lippe     |                | 6,54 %         | 6,54 %         |
| 6 • • Linus Arnesson • Bergischer HC                                                                        | 6 • • Linus Arnesson • Bergischer HC             |                | 4,99 %         | 4,99 %         |
| Anteil aller Stimmen durch Öffentlichkeitswahl im Team • durch Trainerwahl im Team • nicht ins Team gewählt |                                                  |                |                |                |

| Rückraum Mitte                                                                                              | Rückraum Mitte                                  | Rückraum Mitte | Rückraum Mitte | Rückraum Mitte |
| --- | ----------------------------------------------- | -------------- | -------------- | -------------- |
| Platzierung • Nationalität • Name • Verein                                                                  |                                                 |                |                | Ergebnis       |
| 1 • • Domagoj Duvnjak • THW Kiel                                                                            | 1 • • Domagoj Duvnjak • THW Kiel                |                | 35,35 %        | 35,35 %        |
| 2 • • Andy Schmid • Rhein-Neckar Löwen                                                                      | 2 • • Andy Schmid • Rhein-Neckar Löwen          |                | 26,25 %        | 26,25 %        |
| 3 • • Morten Olsen • TSV Hannover-Burgdorf                                                                  | 3 • • Morten Olsen • TSV Hannover-Burgdorf      |                | 21,11 %        | 21,11 %        |
| 4 • • Jim Gottfridsson • SG Flensburg-Handewitt                                                             | 4 • • Jim Gottfridsson • SG Flensburg-Handewitt |                | 10,75 %        | 10,75 %        |
| 5 • • Tim Kneule • Frisch Auf Göppingen                                                                     | 5 • • Tim Kneule • Frisch Auf Göppingen         |                | 3,41 %         | 3,41 %         |
| 6 • • Lasse Mikkelsen • MT Melsungen                                                                        | 6 • • Lasse Mikkelsen • MT Melsungen            |                | 3,13 %         | 3,13 %         |
| Anteil aller Stimmen durch Öffentlichkeitswahl im Team • durch Trainerwahl im Team • nicht ins Team gewählt |                                                 |                |                |                |

| Torwarte | Torwarte                                      | Torwarte | Torwarte | Torwarte |
| --- | --------------------------------------------- | -------- | -------- | -------- |
| Platzierung • Nationalität • Name • Verein                                                                  |                                               |          |          | Ergebnis |
| 1 • • Niklas Landin Jacobsen • THW Kiel                                                                     | 1 • • Niklas Landin Jacobsen • THW Kiel       |          | 41,74 %  | 41,74 %  |
| 2 • • Benjamin Burić • SG Flensburg-Handewitt                                                               | 2 • • Benjamin Burić • SG Flensburg-Handewitt |          | 23,80 %  | 23,80 %  |
| 3 • • Mikael Appelgren • Rhein-Neckar Löwen                                                                 | 3 • • Mikael Appelgren • Rhein-Neckar Löwen   |          | 17,26 %  | 17,26 %  |
| 4 • • Dejan Milosavljev • Füchse Berlin                                                                     | 4 • • Dejan Milosavljev • Füchse Berlin       |          | 8,20 %   | 8,20 %   |
| 5 • • Jannick Green Krejberg • SC Magdeburg                                                                 | 5 • • Jannick Green Krejberg • SC Magdeburg   |          | 5,92 %   | 5,92 %   |
| 6 • • Nebojša Simić • MT Melsungen                                                                          | 6 • • Nebojša Simić • MT Melsungen            |          | 3,08 %   | 3,08 %   |
| Anteil aller Stimmen durch Öffentlichkeitswahl im Team • durch Trainerwahl im Team • nicht ins Team gewählt |                                               |          |          |          |

### Ergebnisse der HBL-Trainer-Wahl
| Position        | Nationalität | Name                | Verein                 |
| --------------- | ------------ | ------------------- | ---------------------- |
| Linksaußen      | Norweger     | Magnus Jøndal       | SG Flensburg-Handewitt |
| Rechtsaußen     | Norweger     | Kristian Bjørnsen   | HSG Wetzlar            |
| Rückraum links  | Norweger     | Gøran Johannessen   | SG Flensburg-Handewitt |
| Rückraum rechts | Isländer     | Alexander Petersson | Rhein-Neckar Löwen     |
| Rückraum Mitte  | Däne         | Morten Olsen        | TSV Hannover-Burgdorf  |
| Kreisläufer     | Kroate       | Marino Marić        | MT Melsungen           |
| Torwart         | Serbe        | Dejan Milosavljev   | Füchse Berlin          |
| Trainer         | Spanier      | A. Carlos Ortega    | TSV Hannover-Burgdorf  |

## DHB- und HBL-Auswahl
Nach letztem Stand hätten die beiden Kader folgendermaßen ausgesehen:
| DHB-Auswahl        | DHB-Auswahl            | HBL-Auswahl            | HBL-Auswahl            |
| Name               | Verein                 | Name                   | Verein                 |
| Torhüter           |                        |                        |                        |
| Johannes Bitter    | TVB 1898 Stuttgart     | Benjamin Burić         | SG Flensburg-Handewitt |
| Silvio Heinevetter | Füchse Berlin          | Niklas Landin Jacobsen | THW Kiel               |
| Andreas Wolff      | KS PGE VIVE Kielce     | Dejan Milosavljev      | Füchse Berlin          |
| Linksaußen         |                        |                        |                        |
| Uwe Gensheimer     | Rhein-Neckar Löwen     | Bjarki Már Elísson     | TBV Lemgo Lippe        |
| Marcel Schiller    | Frisch Auf Göppingen   | Magnus Jøndal          | SG Flensburg-Handewitt |
| Patrick Zieker     | TVB 1898 Stuttgart     | Magnus Landin Jacobsen | THW Kiel               |
| Rückraum links     |                        |                        |                        |
| Fabian Böhm        | TSV Hannover-Burgdorf  | Nikola Bilyk           | THW Kiel               |
| Paul Drux          | Füchse Berlin          | Michael Damgaard       | SC Magdeburg           |
| Julius Kühn        | MT Melsungen           | Gøran Johannessen      | SG Flensburg-Handewitt |
| Rückraum Mitte     |                        |                        |                        |
| Marian Michalczik  | GWD Minden             | Domagoj Duvnjak        | THW Kiel               |
| Philipp Weber      | SC DHfK Leipzig        | Morten Olsen           | TSV Hannover-Burgdorf  |
|                    |                        | Andy Schmid            | Rhein-Neckar Löwen     |
| Rückraum rechts    |                        |                        |                        |
| Kai Häfner         | TSV Hannover-Burgdorf  | Alexander Petersson    | Rhein-Neckar Löwen     |
| David Schmidt      | TVB 1898 Stuttgart     | Harald Reinkind        | THW Kiel               |
| Franz Semper       | SC DHfK Leipzig        | Magnus Rød             | SG Flensburg-Handewitt |
| Steffen Weinhold   | THW Kiel               |                        |                        |
| Rechtsaußen        |                        |                        |                        |
| Timo Kastening     | TSV Hannover-Burgdorf  | Kristian Bjørnsen      | HSG Wetzlar            |
| Tobias Reichmann   | MT Melsungen           | Niclas Ekberg          | THW Kiel               |
|                    |                        | Hans Lindberg          | Füchse Berlin          |
| Kreis              |                        |                        |                        |
| Johannes Golla     | SG Flensburg-Handewitt | Ilija Brozović         | TSV Hannover-Burgdorf  |
| Jannik Kohlbacher  | Rhein-Neckar Löwen     | Marino Marić           | MT Melsungen           |
| Hendrik Pekeler    | THW Kiel               | Željko Musa            | SC Magdeburg           |
| Patrick Wiencek    | THW Kiel               |                        |                        |
| Trainer            |                        |                        |                        |
| Alfreð Gíslason    | DHB (Trainer)          | Filip Jícha            | THW Kiel               |
| Erik Wudtke        | DHB (Co-Trainer)       | A. Carlos Ortega       | TSV Hannover-Burgdorf  |
| Mattias Andersson  | DHB (Torwart-Trainer)  |                        |                        |

## Vereine und Nationalitäten
| DHB-Auswahl | 21 Spieler                                                                                            | 3 Trainer                 |
| ----------- | --- | ------------------------- |
| DHB-Auswahl | 11 Vereine: 3× • 3× • 2× Füchse Berlin • 2× • 2× • 2× Rhein-Neckar Löwen • 1× KS PGE Vive Kielce • 1× | 1 Verband: 1×             |
| DHB-Auswahl | 1 Nationalität: 21×                                                                                   | 3 Nationalitäten: 1× • 1× |
| HBL-Auswahl | 21 Spieler                                                                                            | 2 Trainer                 |
| HBL-Auswahl | 9 Vereine: 6× • 4× • 2× Füchse Berlin • 2× Rhein-Neckar Löwen • 1× • 1× • 1×                          | 2 Vereine: 1× • 1×        |
| HBL-Auswahl | 9 Nationalitäten: 5× • 5× • 4× • 2× • 1×                                                              | 2 Nationalitäten: 1× • 1× |